# Cansanção de leite
Cansanção de leite (Jatropha urens) ou simplesmente cansanção, é uma planta americana urticante, perene e tropical da família Euphorbiaceae, sendo uma das 4 espécies urticantes encontradas na Caatinga, no Nordeste brasileiro.

## Descrição
Esta espécie tem um caule ereto e é herbácea quando jovem, ficando amadeirada ao longo dos anos e de 50 a 150 centímetros de altura. As folhas são lobadas e grandes, enquanto as flores brancas ocorrem em cymes, produzindo uma cápsula espinhosa de 3 sementes com sementes ricas em gorduras e proteínas, semelhantes às de Ricinus communis. Suas sementes carunculadas são geralmente dispersas por formigas. Toda a planta é coberta de pelos pungentes.
As flores masculinas e femininas parecem superficialmente semelhantes, mas diferem estruturalmente. O principal polinizador durante a estação seca é a borboleta Eurema daira (que não discrimina as flores masculinas das femininas). As flores femininas, que representam apenas cerca de 6% do total, quase não produzem néctar e parecem imitar os machos, a fim de receber atenção do inseto coletor de pólen e néctar. As flores masculinas geralmente funcionam por apenas 1 dia, enquanto as flores femininas podem permanecer funcionais por até 7 dias, se não polinizadas. 
Os pelos pungentes (ou tricomas picantes) consistem em um pedestal multicelular e uma única célula alongada e oca com uma ponta levemente inchada. Ao ser tocada, a ponta inchada e quebradiça se rompe em um ângulo oblíquo (lembrando uma agulha de injeção), a extremidade afiada penetra prontamente na pele e o conteúdo da célula é injetado como se fosse uma seringa hipodérmica. Este veneno leva a uma grande irritação da pele, uma condição que pode durar vários dias. Se parte da planta é ingerida, causa inchaço dos lábios, rubor facial, vômitos e até inconsciência. Seu látex é altamente corrosivo e pode produzir feridas graves. 
Um estudo revelou que as larvas de Erinnyis ello, uma mariposa da família Sphingidae , cortam esses pelos urticantes do pecíolo da folha e depois contraem os vasos que fornecem látex à folha, para poder comer com segurança a folha. 

## Taxonomia
Segundo Miller e Grady as espécies Cnidoscolus e Jatropha geralmente têm sido estreitamente associado da literatura da sistemática desde Linnaeus (1753) que incluiu representantes de ambos no seu abrangente gênero Jatropha. Adanson (1763) e Mueller (1866), seguiram essa concepção Lineana, enquanto Grisebach (1864) Pax e Hoffmann (1831) e McVaugh (1944, 1945) têm defendido o Cnidoscolus como um gênero distinto.
Joly, destaca que a presença do látex na família Euphorbiaceaes pode ser de aspecto incolor ou leitoso, com inclusões características de grãos de amido em forma de fêmur em seus tubos lactífeos e descreve o cansanção das catingas do nordeste como do gênero Cnidosculus.

## Uso medicinal
O conhecimento do valor medicinal vem da medicina tradicional dos índios do nordeste do Brasil.
Entre os Pancararus ela é utilizada para retirar ou afastar o mau. Sua raiz é utilizada em beberagens para gripe e suas folha como anti-toxicante. Entre os Quiriris o leite de cansanção é também aplicado sobre a cárie (com algodão na cavidade do dente). O conhecido pesquisador das plantas nacionais Alfons Balbach refere-se à sua utilização na cura da catarata e considera sua raiz como tônica e diurética.